# Amalendu
Amalendu ist ein bei Hindus in Indien gebräuchlicher, männlicher Vorname. Er stammt aus der Sprache Sanskrit und bedeutet makelloser Mond (engl.: unblemished moon oder Pure like the moon). Der Name steht damit für den Mondgott Lord Chandra.

## Bekannte Namensträger
- Amalendu Chandra, indischer Chemiker, India Institute of Technology, Kanpur
- Amalendu Chaudhary, indischer Filmregisseur
- Amalendu De (1929–2014), indischer Historiker
- Amalendu Guha (1924–2015), indischer Historiker, Wirtschaftswissenschaftler und Dichter
- Amalendu Krishna, indischer Mathematiker